# Timmertjärnen (Karlanda socken, Värmland)
Timmertjärnen är en sjö i Årjängs kommun i Värmland och ingår i Göta älvs huvudavrinningsområde. Sjöns area är 0,013 kvadratkilometer och den befinner sig 208 meter över havet.